# 다카미 고슌
다카미 고슌(高見 広春, 1969년 1월 10일 ~ ) 또는 타카미 코슌은 일본의 소설가이다.

## 약력
본명은 다카미 히로하루(高見 宏治). 효고현 고베시 출신. 카가와 현립 산본마츠 고등학교와 오사카 대학 문학부 미학과 졸업. 니혼 대학 통신교육부 문리학부 중퇴. 시고쿠 신문사에 5년간 근무.
1997년 제5회 일본 호러소설 대상에 응모한 작품 《배틀로얄》이 최종심사까지 올라갔으나, 국가의 명령으로 중학생들이 서로를 죽이는 서바이벌 게임을 한다는 식의 충격적인 내용을 담았다는 이유로 심사위원에게 맹렬한 비난을 받아 입상하지 못했다.
하지만 이 사실이 입소문을 타면서 《이 미스테리가 대단하다! 1999》에 “대체 어떤 소설이냐, 읽고 싶다”는 여론이 일어 1999년에 이르러 오오타 출판에서 출판되어 베스트셀러가 되었다.
이 작품을 원작으로 하여 2000년 영화화 및 만화화되었다. 그러나 작품의 잔혹적 묘사가 문제가 되어 영화에 대한 논의가 국회까지 올라갔고 영화는 R-15 판정을 받게 된다.
《배틀로얄》 이외의 발표 작품은 없다.

## 작품
- 배틀로얄 - 오오타 출판(太田出版), 1999년 4월.
- 배틀로얄 문고판 상하권 - 게도샤(幻冬舎), 2002년 8월.